# Andelskapital
Ett andelskapital är kapital som genereras av bidrag eller insats som betalas av medlemmar i ett andelslag i Finland.. De upplupna insatserna bildar andelskapitalet men andelslagen behöver inte ha ett nominellt belopp (insats) sedan 2013 lag om andelslag. Lagen tillåter användning av teckningspris som skiljer sig från insatserna. Andelskapital är inte bestämda på förhand i nationella andelslagen. För europaandelslaget måste andelskapitalet vara minst 30 000 euro åtminstone från fem år efter upprättandet av det. Andelskapitalet på rikssvenska motsvaras av insatskapital i ekonomiska föreningar.